# Noord-Braziliëstroom
De Noord-Braziliëstroom (NBC) is een warme zeestroom langs de noordoostkust van Brazilië in de Atlantische Oceaan.
Vanuit het oosten stroomt de Atlantische Zuidequatoriale stroom in westelijke richting die zich voor de kust van Brazilië in een noordelijke en een zuidelijke zeestroming splitst, respectievelijk de Noord-Braziliëstroom en de Braziliëstroom.
Ter hoogte van de monding van de Amazone krijgt de zoute zeestroom veel zoet water te verwerken en transporteert die noordwaarts. Na deze monding, nabij de grens met Guyana, kent de zeestroom verschillende cirkelvormige stromingen en splitst de zeestroom zich in twee takken. De oostelijke tak is de Atlantische Equatoriale tegenstroom en de noordwestelijke tak de Guyanastroom. De cirkelvormige stromingen zijn gebruikelijk van juli tot februari, waarbij de stroming zich van de kust verwijderd, afbuigt en weer in zichzelf uitmondt.

## Flora en fauna
De zeestroom stroom door de mariene ecoregio Noordoostelijk Brazilië en de mariene ecoregio Amazonia.